# Toncho Tonchev
Toncho Dimitrov Tonchev –en búlgaro, Тончо Димитров Тончев– (Sliven, 1 de diciembre de 1972) es un deportista búlgaro que compitió en boxeo.
Participó en dos Juegos Olímpicos de Verano, obteniendo una medalla de plata en Atlanta 1996, en el peso ligero, y el quinto lugar en Barcelona 1992, en el mismo peso. Ganó dos medallas en el Campeonato Europeo de Boxeo Aficionado, plata en 1996 y bronce en 1991.
En abril de 1997 disputó su primera pelea como profesional. En abril de 1999 conquistó el título intercontinental de la AMB, en la categoría de peso superpluma; en marzo de 2000 ganó el título internacional del CMB en el mismo peso.

## Palmarés internacional
| Juegos Olímpicos   | Juegos Olímpicos         | Juegos Olímpicos  | Juegos Olímpicos |
| Año                | Lugar                    | Medalla           | Categoría        |
| ------------------ | ------------------------ | ----------------- | ---------------- |
| 1996               | Atlanta (Estados Unidos) | Medalla de plata  | 60 kg            |
| Campeonato Europeo |                          |                   |                  |
| Año                | Lugar                    | Medalla           | Categoría        |
| 1991               | Gotemburgo (Suecia)      | Medalla de bronce | 60 kg            |
| 1996               | Vejle (Dinamarca)        | Medalla de plata  | 60 kg            |